# موريتز فاغنر (لاعب كرة سلة)
موريتز فاغنر (بالألمانية: Moritz Wagner)‏ (26 أبريل 1997 ببرلين في ألمانيا - ) هو لاعب كرة سلة ألماني في مركز هجوم قوي الجسم. لعب مع ألبا برلين ولوس أنجلوس ليكرز وMichigan Wolverines men's basketball ‏.

## وصلات خارجية
- موريتز فاغنر على موقع الاتحاد الدولي لكرة السلة (الإنجليزية)
- موريتز فاغنر على موقع الدوري الأوروبي لكرة السلة (الإنجليزية)
- موريتز فاغنر على موقع إن بي أي (الإنجليزية)
- موريتز فاغنر على موقع سبورتس رفرنس (الإنجليزية)
- موريتز فاغنر على موقع كرة السلة الأوروبية.كوم (الإنجليزية)
- موريتز فاغنر على موقع إي إس بي إن.كوم (الإنجليزية)
- موريتز فاغنر على موقع كلية كرة السلة في سبورتس رفرنس.كوم (الإنجليزية)
- موريتز فاغنر على موقع ريلجم (الإنجليزية)
- موريتز فاغنر على موقع بروبوليرز (الإنجليزية)
- موريتز فاغنر على موقع سبورتس رفرنس (الإنجليزية)